# Stradivari Lady Blunt
Il Lady Blunt è un violino costruito a Cremona da Antonio Stradivari nel 1721. Prende il nome da una delle prime proprietarie, Lady Anne Blunt, figlia di Ada Lovelace e nipote di Lord Byron. Insieme al Messia è uno tra i violini meglio conservati di Stradivari in quanto, come quest'ultimo, è stato custodito da collezionisti per buona parte della sua esistenza ed è stato suonato pochissimo.

## Storia
Lo strumento è stato posseduto da Jean-Baptiste Vuillaume, il quale ha anche realizzato la cordiera e i piroli intarsiati che sono montati sullo strumento, e lo ha poi venduto a Lady Anne Blunt per 260 sterline d'argento. Nel seguito lo strumento ha visto diversi proprietari, principalmente collezionisti, passando ripetutamente per gli Hill. Il Lady Blunt ha stabilito diversi record sui prezzi d'asta di strumenti musicali. È stato venduto da Sotheby's nel 1971 per l'allora cifra record di 84 000 sterline. Nel 2008 il violino è stato venduto alla Nippon Music Foundation tramite una transazione privata, per oltre 10 milioni di dollari. Nel 2011 la fondazione ha messo all'asta lo strumento tramite Tarisio Auctions, per finanziare la ricostruzione dopo il grave terremoto che ha colpito il Tōhoku in quell'anno, realizzando la nuova cifra record di 9,8 milioni di sterline.